# Durchsuchung (Recht)

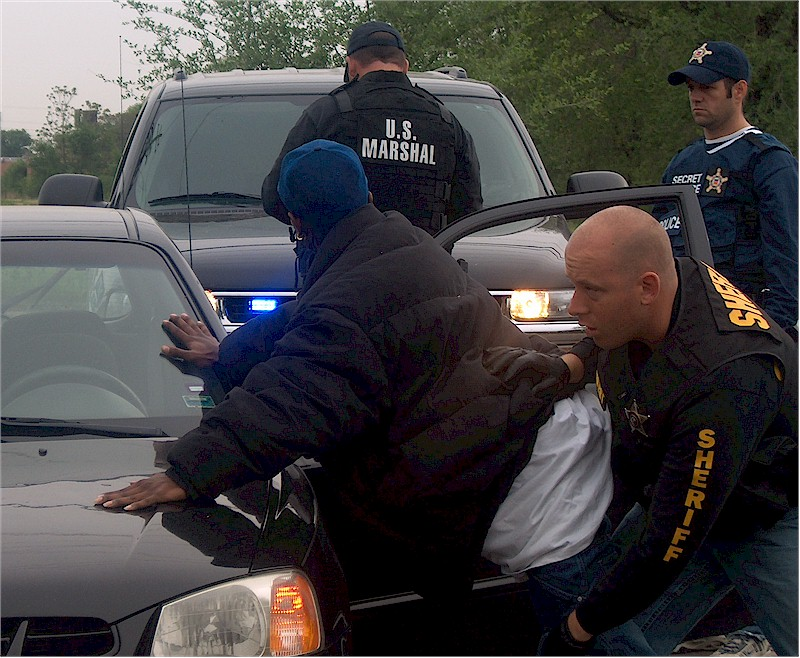
Körperliche Durchsuchung durch die Polizei in den USA

Die Durchsuchung im Rechtssinne ist das Absuchen einer Person oder einer Sache nach Gegenständen oder zum Auffinden von Personen. Sie ist ein Instrument der Strafverfolgung, des -vollzuges sowie der Gefahrenabwehr und der Zwangsvollstreckung.
Die Durchsuchung von Personen ist abzugrenzen von der Untersuchung von Personen; bei der Durchsuchung werden die Kleidung der Person sowie die Körperoberfläche und die problemlos zugänglichen Körperöffnungen abgesucht (z. B. Mund, Nase und Ohren). Eine Untersuchung hingegen bezieht sich auf das Körperinnere (Mageninhalt o. Ä.) sowie den Genitalbereich. Eine Untersuchung ist im Vergleich zur Durchsuchung nur unter stark eingeschränkten Voraussetzungen möglich, da sie deutlich stärker in die Rechte des Betroffenen eingreift.
In Abgrenzung zur Ausübung von bloßen Betretungs-, Besichtigungs- und Kontrollrechten kennzeichnet die Durchsuchung das zielgerichtete Suchen. Durchsuchen ist „alles sorgfältig untersuchen, durchforschen, um etwas aufzufinden“. So schreibt das Bundesverfassungsgericht (BVerfG) in Bezug auf Wohnungen: „Dabei ist für den Begriff der Durchsuchung kennzeichnend das ziel- und zweckgerichtete Suchen staatlicher Organe nach Personen oder Sachen oder zur Ermittlung eines Sachverhalts, um etwas aufzuspüren, was der Inhaber der Wohnung von sich aus nicht offenlegen oder herausgeben will“.
Bei der Hausdurchsuchung sind in Deutschland das Grundrecht des Art. 13 Grundgesetz über die Unverletzlichkeit der Wohnung und in Österreich Art. 9 des Staatsgrundgesetzes über die Unverletzlichkeit des Hausrechts zu beachten.

## Auswahl des Rechtsgebietes
Umstritten ist, ob sich Rechtmäßigkeit und Verwertbarkeit der gefundenen Dinge nach dem Gefahrenabwehrrecht oder nach dem Strafprozessrecht bestimme, wenn eine Durchsuchung durch die Polizei sowohl die Abwehr einer Gefahr oder der Beseitigung einer Störung als auch der Strafverfolgung diene.
Mögliche Durchsuchungsobjekte sind jedoch identisch (Wohnung, andere Räume und sonstige Sachen der anderen Person sowie diese selbst).

## Strafprozessuale Durchsuchung

### Allgemeines
Rechtsgrundlage für eine Durchsuchung im Rahmen der Strafverfolgung sind die §§ 102 bis 110 der Strafprozessordnung (StPO).
Die Durchsuchung dient folgenden Zwecken:
1. der Ergreifung eines Täters oder Teilnehmers einer Straftat (Ergreifungsdurchsuchung)
2. der Auffindung von Beweismitteln (Ermittlungsdurchsuchung)
3. der Beschlagnahme von Verfalls- oder Einziehungsgegenständen (vgl. § 111b Abs. 4 StPO)

Das Ergreifen bezeichnet dabei jede zulässige Festnahme, selbst wenn es dazu nur kurzfristig nötig ist, den Verdächtigen festzuhalten, und  gleich aufgrund welcher Rechtsgrundlage (z. B. §§ 81, 112, 127, 230 Abs. 2 oder § 457 StPO). Für die Strafvollstreckung gegenüber dem Verurteilten ist § 102 StPO nach § 457 Abs. 3 Satz 1 StPO entsprechend anwendbar, soweit die Durchsuchung für die Ergreifung des Verurteilten oder um das Auffinden von Beweisen zum Feststellen seines Aufenthaltsortes nötig ist.
Aufgefundene Beweismittel können nach den §§ 94 ff. StPO sichergestellt oder beschlagnahmt werden; gleiches gilt für Verfalls- und Einziehungsgegenstände.
Die Durchsuchung kann sowohl beim Verdächtigen (§ 102 StPO) als auch bei anderen Personen stattfinden (§ 103 StPO), wobei jeweils der Grundsatz der Verhältnismäßigkeit zu beachten ist. Bei der Abwägung im Rahmen der Angemessenheit ist hier nicht auf den abstrakten Strafrahmen, sondern auf die für die konkret vorgeworfene Tat zu erwartende Sanktion abzustellen. Besonders hohe Anforderungen an die Verhältnismäßigkeit ergeben sich, wenn Kanzleiräume von Rechtsanwälten und Strafverteidigern sowie Redaktionsräume durchsucht werden.

### Durchsuchung beim Verdächtigen – §102 StPO
Voraussetzung für eine Durchsuchung beim Verdächtigen sind zureichende tatsächliche Anhaltspunkte, dass eine bestimmte Straftat verübt wurde und aufgrund kriminalistischer Erfahrung die Vermutung besteht, dass der Zweck der Durchsuchung (s. o.) erreicht werden kann (konkretisierter Anfangsverdacht, § 102 StPO), aber noch kein hinreichender Tatverdacht. „Das Gewicht des Eingriffs verlangt Verdachtsgründe, die über vage Anhaltspunkte und bloße Vermutungen hinausreichen.“ Anders als für die Durchsuchung bei anderen Personen reicht es bei der Durchsuchung beim Verdächtigen, dass die allgemeine Aussicht besteht, irgendwelche relevanten Beweismittel zu finden. Für die Durchsuchung beim Verdächtigen kann diese Aussicht auch nahe liegen: „Ist eine Person einer Straftat verdächtig, so ist es bereits nach der Lebenserfahrung in gewissem Grade wahrscheinlich, dass bei dieser Person Beweisgegenstände zu finden sind, die zur Prüfung der Verdachtsannahme beitragen können. Durch die Verknüpfung des personenbezogenen Tatverdachts mit einem eher abstrakten Auffindeverdacht wird ein ausreichender Eingriffsanlass geschaffen.“
Bei einer Durchsuchung zur Ergreifung muss ein Verdachtsgrad gegeben sein, der für einen Freiheitsentzug nötig wäre, also regelmäßig dringender Tatverdacht (vgl. § 127 Abs. 2, § 112 Abs. 1 StPO).
Objekt der Durchsuchung können die Wohnung (sogenannte Hausdurchsuchung), andere Räumlichkeiten, sonstige Sachen des Verdächtigen sowie der Verdächtige selbst sein. Hier ist einerseits zu beachten, dass die „Wohnung“ von Art. 13 geschützt ist, andererseits der Begriff der Wohnung im Sinne von Artikel 13 des Grundgesetzes ganz überwiegend recht weit verstanden wird. „Er umfaßt zur Gewährleistung einer räumlichen Sphäre, in der sich das Privatleben ungestört entfalten kann, alle Räume, die der allgemeinen Zugänglichkeit durch eine Abschottung entzogen und zur Stätte privaten Wirkens gemacht sind“. Dies ist auch im Rahmen der Durchsuchung zu beachten. Hierzu gehören alle privat oder beruflich genutzten nicht allgemein zugänglichen Räume. Eine vorübergehende Nutzung (z. B. bei Hotelzimmern) ist ebenfalls ausreichend. Sonstige Räumlichkeiten und keine Wohnung im Sinne des Grundgesetzes stellen die Hafträume einer Justizvollzugsanstalt dar. Außerdem kann der Verdächtige selbst durchsucht werden; dies schließt eine Durchsuchung der getragenen Kleidung, wie auch der Körperoberfläche mit ein, nach wohl herrschender Meinung auch natürliche Körperöffnungen (z. B. die Mundhöhle). Ebenso können sonstige Sachen des Verdächtigen (z. B. Handtasche oder Fahrzeug) Gegenstand der Durchsuchung sein. Dies ist grundsätzlich unabhängig davon, ob sie im Eigentum des Verdächtigen stehen, sofern er sie mit sich führt bzw. sie sonst in seinem Gewahrsam stehen.
Zu den einer Durchsuchung nach §§ 102, 103 StPO unterworfenen Sachen gehören grundsätzlich auch digitale Geräte wie IT-Systeme, Datenträger und Mobiltelefone, die zum Auslesen auch in Betrieb genommen werden dürfen. 
Zulässig ist hierbei auch das zwangsweise Auflegen eines Fingers des Betroffenen auf den biometrischen Sensor seines digitalen Geräts, um dieses zu entsperren.
Nach herrschender Meinung nicht unter §§ 102, 103 StPO fällt dagegen die verdeckte, von Ferne durchgeführte Online-Durchsuchung. Denn § 102 StPO erlaubt nicht eine „auf heimliche Ausführung angelegte Durchsuchung“. Angeordnet werden kann allerdings die Durchsuchung des bzw. beim Internetprovider(s) [je nach strafrechtlicher Verantwortung bzw. Zurechnung des Providers nach §§ 102 oder 103 StPO]. Es liegt in der Beschlagnahme von E-Mails beim Provider kein Eingriff in das Wohnungsgrundrecht des Empfängers vor (nur in das des Providers), wohl aber in das Fernmeldegeheimnis des Empfängers der E-Mails; dieses Grundrecht werde allerdings durch die Vorschriften der StPO über die Beschlagnahme wirksam eingeschränkt.

### Durchsuchung bei anderen Personen – §103 StPO
Die Durchsuchung bei anderen Personen gemäß § 103 ermöglicht Durchsuchungen bei nichtverdächtigen Dritten oder aus sonstigem Gründen nicht strafrechtlich Verantwortlichen (Strafunmündige oder solche mit sonstigem Straf- oder Schuldausschließungsgrund). Gleichzeitig erfordert diese Norm aber einen Beschuldigten in einem schon existierenden oder durch die Durchsuchung eröffneten Ermittlungsverfahren. Hinsichtlich des Begriffs der Durchsuchung, der Durchsuchungzwecke und Durchsuchungsobjekte gilt das Gleiche wie bei der Durchsuchung beim Verdächtigen.
Eine Durchsuchung gemäß § 103 Abs. 1 Satz 1 StPO kann nur bei Vorliegen strengerer Voraussetzungen erfolgen: Entweder müssen die die Durchsuchung stützenden Erkenntnisse den vertretbaren Schluss zulassen, der Beschuldigte könnte sich in den zu durchsuchenden Räumen befinden, oder es muss die Annahme begründet erscheinen, Spuren oder Beweismittel könnten sich bei dem Durchsuchungsobjekt befinden. Dabei ist im Gegensatz zur Durchsuchung beim Verdächtigen nicht ausreichend, dass die allgemeine Aussicht besteht, irgendwelche relevanten Beweismittel zu finden. Stattdessen rechtfertigt nur die Suche nach individualisierten Beweismitteln die Durchsuchung beim Nichtverdächtigen. Diese müssen so im Durchsuchungsbeschluss konkretisiert sein, „dass weder bei dem Betroffenen noch bei dem die Durchsuchung vollziehenden Beamten Zweifel über die zu suchenden und zu beschlagnahmenden Gegenstände entstehen können“.
Gemäß § 103 Abs. 1 Satz 2 StPO ist beim Nichtverdächtigen eine Durchsuchung von Wohnungen und anderen Räumen auch dann zulässig, wenn sich diese in einem Gebäude befinden, von dem auf Grund von Tatsachen anzunehmen ist, dass sich der Beschuldigte, der dringend verdächtig ist, eine Straftat nach § 89a StGB (Vorbereitung einer schweren staatsgefährdenden Gewalttat) oder nach § 129a StGB (Bildung terroristischer Vereinigungen), auch in Verbindung mit § 129b StGB (kriminelle und terroristische Vereinigungen im Ausland) begangen zu haben, in ihm aufhält (sogenannte Gebäudedurchsuchung).
Gemäß § 103 Abs. 2 StPO gelten diese engeren Voraussetzungen des Abs. 1 aber „nicht für Räume, in denen der Beschuldigte ergriffen worden ist oder die er während der Verfolgung betreten hat“. Wenn der Beschuldigte oder Verurteilte in den Räumen ergriffen wurde oder feststeht, dass er sie während der Verfolgung betreten hat, ist die Durchsuchung an dem weniger strengen Maßstab der Durchsuchung beim Verdächtigen zu messen.

### Zuständigkeit, Richtervorbehalt sowie Form und Inhalt der Anordnung
Die Anordnung der Durchsuchung wird durch den Richter, bei Gefahr im Verzug auch durch die Staatsanwaltschaft oder – außer bei der Gebäudedurchsuchung – durch ihre Ermittlungspersonen vorgenommen (§ 105 Abs. 1, § 165 StPO). Vor Erhebung der Klage ist der zuständige Richter der Ermittlungsrichter, nach Klageerhebung das mit der Sache befasste Gericht (§ 162 StPO).
Ersetzt werden kann die Anordnung durch eine Einwilligung, diese darf jedoch nicht auf Irrtum oder gar Täuschung beruhen. Daher ist eine vorhergehende Belehrung nötig, wenn die Voraussetzungen einer sofortigen Anordnung der Durchsuchung nicht vorliegen (zum Beispiel eine Anordnung nur durch den Richter möglich wäre, im Einzelnen streitig).
Die Anordnung kann nach herrschender Meinung ohne besondere Form, also mündlich, telefonisch, per Fax, per E-Mail oder schriftlich ergehen. Der Richter sollte sie jedoch schriftlich abfassen. Um den aus dem Recht auf effektiven Rechtsschutz erwachsenen Dokumentations- und Begründungpflichten zu genügen, müssen die Grundlagen der Entscheidung in den Akten niedergelegt werden. Insbesondere müssen, um eine wirksame gerichtliche Überprüfung der Annahme von Gefahr im Verzug zu ermöglichen, bei nicht-richterlichen Anordnungen von Verfassungs wegen „sowohl das Ergebnis als auch die Grundlagen der Entscheidung in unmittelbarem zeitlichen Zusammenhang mit der Durchsuchungsmaßnahme in den Ermittlungsakten dargelegt werden“.
Eine der Anordnung vorhergehende Anhörung des zu Durchsuchenden ist entbehrlich (§ 33 Abs. 4 StPO); nur für die Durchsuchung von Nichtverdächtigen sollen nach einer Ansicht Ausnahmen bestehen. Aus Gründen des Rechtsschutzes ist dem zu Durchsuchenden jedoch der Anordnungsbeschluss bei Vollziehung der Durchsuchung in der Regel vollständig mitzuteilen. In Ausnahmefällen kann dies unterbleiben, wenn die Gefährdung des Untersuchungszweckes oder schutzwürdige Belange des Beschuldigten entgegenstehen. Nach Klageerhebung ist die Staatsanwaltschaft vor der Anordnung der Durchsuchung anzuhören.
Der Begriff der Gefahr im Verzug ist (jedenfalls bei Wohnungen nach Art. 13 Grundgesetz) eng auszulegen: Die Anordnung durch den Richter ist der Regelfall, die Anordnung durch die Ermittlungsbehörden (Staatsanwaltschaft und Ermittlungspersonen) ist die Ausnahme. Die Eilkompetenz der Ermittlungsbehörden für eine Durchsuchungsanordnung wegen Gefahr im Verzug endet regelmäßig, wenn sich der zuständige Richter mit der Sache befasst. Die Justizbehörden haben die organisatorischen Voraussetzungen zu schaffen, damit ein Richter auch regelmäßig erreichbar ist. Daraus folgt die Notwendigkeit eines richterlichen Bereitschaftsdienstes für die Zeiten außerhalb der normalen Dienstzeiten, jedenfalls außerhalb der Nachtzeit. An Gerichten, an denen auch zur Nachtzeit vermehrt Durchsuchungen angeordnet werden, soll der Notdienst auch die Nachtzeit umfassen. Die Kontaktaufnahme mit dem zuständigen Richter muss stets versucht werden, sofern nicht Nachtzeit ist und zulässigerweise kein richterlicher Notdienst für diese Zeit eingerichtet ist.
Wegen des Eingriffs in die Privatsphäre der Betroffenen legt das Bundesverfassungsgericht (BVerfG) hohe Maßstäbe an den Inhalt der Durchsuchungsanordnung. „Der gerichtliche Durchsuchungsbeschluss dient dazu, die Durchführung der Maßnahme messbar und kontrollierbar zu gestalten“. Die Anordnung muss daher die Straftat bezeichnen, deren Begehung Anlass für die Durchsuchung gibt. Darüber hinaus sind tatsächliche Angaben über den Tatvorwurf zu machen, soweit nicht dadurch der Untersuchungszweck gefährdet würde. Weiterhin sind der Zweck und das Ausmaß der Durchsuchung zu benennen. Dient die Durchsuchung dem Auffinden von Beweismitteln, so sind diese soweit möglich, ggfs. annäherungsweise durch Beispiele, zu bezeichnen.
Ein Durchsuchungsbeschluss ist nicht für immer gültig. Das Bundesverfassungsgericht nimmt diesbezüglich eine Dauer von einem halben Jahr an, in der Literatur wird dies als Zeitraum von sechs Monaten angesehen. Innerhalb dieses Zeitraums muss die Durchsuchung vollzogen sein, sofern die Anordnung nicht richterlich bestätigt wurde.
Nach wohl herrschender Meinung sind Durchsuchungen zur Ergreifung des Verdächtigen bzw. Verurteilten in dessen Räumlichkeiten stets und ohne besondere Durchsuchungsanordnung aufgrund des Haft-, Vorführungs- oder Unterbringungsbefehls zulässig; bei Flucht ist keine neue Ausfertigung notwendig.

Die Durchsuchungsanordnung wird von der Staatsanwaltschaft bzw. in deren Auftrag von ihren Ermittlungspersonen (gem. § 152 GVG) vollstreckt (§ 36 Abs. 2 Satz 1 StPO).

### Verfahren
Zu einer Durchsuchung von Wohnräumen, von Geschäftsräumen oder eines befriedeten Besitztums sind ein Gemeindebeamter oder zwei Mitglieder der Gemeinde als Zeugen hinzuzuziehen, wenn nicht der Richter oder Staatsanwalt selbst an der Durchsuchung teilnimmt (§ 105 Abs. 2 StPO). Auf dieses Recht kann der Betroffene verzichten, wenngleich die Zeugen auch die durchsuchenden Beamten vor ungerechtfertigten Beschuldigungen schützen sollen. Die Durchsuchung dieser Räumlichkeiten ist zur Nachtzeit unzulässig, es sei denn der Beschuldigte wird auf frischer Tat verfolgt, es besteht Gefahr im Verzug oder die Durchsuchung dient der Wiederergreifung eines entwichenen Gefangenen (§ 104 Abs. 1 StPO). Die Nachtzeit dauert nach dem § 104 Abs. 3 StPO von 21:00 bis 6:00 Uhr. Ein Verstoß gegen die Bestimmungen über die Hinzuziehung von Zeugen, wie auch gegen die zur Durchsuchungszeit, macht die Durchsuchung rechtswidrig, führt aber nicht zu einem Verwertungsverbot.
Die Maßnahmen der Beamten sind von den Betroffenen zu dulden und können ggf. auch zwangsweise durchgesetzt werden. Eine vorübergehende Festnahme des Störers für die Dauer der Maßnahme ist gemäß § 164 StPO zulässig.
Der Inhaber der zu durchsuchenden Räumlichkeiten hat ein Anwesenheitsrecht nach § 106 Abs. 1 Satz 1 StPO, wobei gemäß Satz 2 im Falle seiner Abwesenheit ein Vertreter hinzugezogen werden soll.
Die Durchsicht von bei der Durchsuchung aufgefundenen Papieren ist dem Staatsanwalt vorbehalten, der diese Aufgabe jedoch auf seine Ermittlungspersonen übertragen kann (§ 110 Abs. 1 StPO).
Nach Beendigung der Maßnahme ist dem Betroffenen auf Verlangen eine schriftliche Mitteilung über den Grund der Durchsuchung zu machen und ein Verzeichnis über die beschlagnahmten Gegenstände zu übergeben (§ 107 StPO). Dies erfolgt in der Regel auch ohne ausdrückliches Verlangen durch Übergabe einer Ausfertigung der Durchsuchungsanordnung, soweit diese schriftlich vorliegt, und einer Durchschrift der Niederschrift, in der die beschlagnahmten Gegenstände aufgeführt werden.
Zufallsfunde, die auf andere Straftaten hinweisen und nicht der Genehmigung der Durchsuchung zugrunde lagen, können gemäß § 108 StPO beschlagnahmt werden.
Die Wohnungsdurchsuchung ist, wenn sie der Strafverfolgung dient, eine offene Ermittlungsmaßnahme. Das heißt, sie ist in Anwesenheit des Beschuldigten durchzuführen. Eine nicht offen durchgeführte Durchsuchung kann rechtswidrig sein. Verstöße können zu Beweisverwertungsverboten führen.
Möglicherweise kann sogar ein Notwehrrecht entstehen. Mit dieser Frage setzte sich der Zweite Strafsenat des Bundesgerichtshofs in seinem Urteil vom 3. November 2011-2 StR 375/11 auseinander (Rn. 19–21). Dem dort entschiedenen Fall lag folgender Sachverhalt zugrunde: Es sollte eine Durchsuchung bei einem Angeklagten stattfinden, der mit behördlicher Erlaubnis über Schusswaffen verfügte. Deswegen sollte "ein Spezialeinsatzkommando eingesetzt werden (…), um gewaltsam in das Haus des Angeklagten einzudringen, diesen im Schlaf zu überraschen, eine "stabile Lage" herzustellen und eine ungestörte Durchsuchung zu ermöglichen". Der Angeklagte befürchtete einen Angriff einer rivalisierenden Rockergruppe, weswegen er auf die Polizei schoss, die er für die rivalisierenden Rocker hielt. Nach dieser Entscheidung des Bundesgerichtshof ist zweifelhaft, ob § 102 StPO eine Rechtsgrundlage für eine verdeckte Durchsuchung sein kann. Nach dem Bundesgerichtshof ist ebenfalls fraglich, ob präventive Regeln des Polizeirechts das Verfahren der Strafprozessordnung abändern können. Er ließ jedoch diese Frage, da nicht entscheidungserheblich, offen.

### Kritik
Nachdem Anfang des 21. Jahrhunderts zur Terrorismusbekämpfung auch in Deutschland die Befugnisse von Ermittlungsbehörden ausgeweitet wurden, entspann sich eine gesellschaftliche Debatte über Grundrechte, im Rahmen derer auch die Hausdurchsuchung Diskussionsgegenstand wurde. Der Richter des Bundesverfassungsgerichts Rudolf Mellinghoff kritisierte in einem Zeitungsinterview, dass viele Durchsuchungen rechtswidrig seien und ohne ausreichenden Tatverdacht oder sogar zu Zwecken der Einschüchterung und Disziplinierung erfolgen würden. Um das Grundrecht auf Unverletzlichkeit der Wohnung stehe es „leider nicht so gut“, was auch der hohe Anteil rechtswidriger Hausdurchsuchungen bei den erfolgreichen Verfassungsbeschwerden zeige. Im Zentrum steht dabei häufig der Rechtsgrundsatz der Verhältnismäßigkeit.
Auch vom bekannten Strafverteidiger Udo Vetter wird regelmäßig Kritik an Wohnungsdurchsuchungen geäußert und gefordert, dass ein automatisches Beweisverwertungsverbot für bei rechtswidrigen Durchsuchungen gefundene Beweismittel eingeführt werden müsse. Ansonsten bestehe kein Anreiz für die verantwortlichen Beamten, die Grundrechte der Beschuldigten zu achten, da rechtswidrige Handlungen regelmäßig keine dienstrechtlichen oder anderen persönlichen Konsequenzen hätten und Gerichte fast nie Beweisverwertungsverbote verhängen würden.
Wolfgang Sofsky kritisiert eine Hausdurchsuchung als eine Art „Heimsuchung“ oder „Überfall“, da man machtlos zusehen müsse, wie in die Welt, in der man sich sicher eingerichtet hat, innerhalb von Minuten Fremde eindringen und sie auf den Kopf stellen. Bei den ahnungslosen Angehörigen löst sie eine tiefe Verunsicherung aus.

## Durchsuchung im Gefahrenabwehrrecht

### Rechtsgrundlage
Auf dem Gebiet des Gefahrenabwehrrechts haben die Länder die Gesetzgebungskompetenz. Die Rechtsgrundlage bestimmt sich nach dem Landesrecht und ist je nach Bundesland unterschiedlich.

### Verfahren und Voraussetzungen
Von der Zuständigkeit der Bundespolizei sowie  § 42c und § 46 Absatz 5 Waffengesetz abgesehen bestimmt sich die Rechtmäßigkeit gefahrenabwehrrechtlicher Durchsuchungen nach Landesrecht. Die Regelungen unterscheiden sich im Detail, weisen aber übereinstimmend folgende Merkmale auf:
- Durchsuchungen bedürfen grundsätzlich eines konkreten Anlasses in Form einer Gefahr
- Durchsuchungen von Personen sind grundsätzlich von Amtspersonen gleichen Geschlechts vorzunehmen
- Durchsuchungen sind auf das notwendige Maß zu beschränken
- Untersuchungen sind nur bei Gefahr für Leib oder Leben zulässig

Im Polizei- und Ordnungsrecht der einzelnen Bundesländer finden sich besondere gesetzliche Grundlagen für Durchsuchungen durch die Polizei und Ordnungsbehörden.

### Hausdurchsuchung
Das Polizei- und Ordnungsrecht der Länder kann sich hinsichtlich der Voraussetzungen einer Wohnungsdurchsuchung stark voneinander unterscheiden. Gemeinsamkeiten bestehen unter anderem darin, dass eine Wohnung
- zur Abwehr für eine Gefahr für Leib oder Leben oder die Freiheit einer Person
- zur Verhütung von Straftaten
- zur Ingewahrsamnahme einer Person
- zur Sicherstellung von Gegenständen

betreten und durchsucht werden kann.
Beispiele:
| Bundesland          | Rechtsgrundlage |
| ------------------- | --------------- |
| Baden-Württemberg   | § 36 PolG       |
| Bayern              | Art. 23 PAG     |
| Hamburg             | § 16 SOG        |
| Hessen              | § 38 HSOG       |
| Nordrhein-Westfalen | § 41 PolG NRW   |
| Rheinland-Pfalz     | § 20 POG        |

Nach Art. 13 Abs. 2 Grundgesetz kann eine Wohnung nur nach einer richterlichen Anordnung (Durchsuchungsbeschluss) durchsucht werden. Eine Ausnahme sieht Art. 13 Abs. 2 Grundgesetz bei „Gefahr im Verzug“ vor. In diesem Fall kann eine Wohnung ohne richterlichen Beschluss durchsucht werden. Der Polizeivollzugsdienst kann bei Vorliegen der Voraussetzungen des unmittelbaren Zwangs diesen anwenden, um in die Wohnung zu gelangen (gewaltsames Öffnen einer Wohnung).

## Zwangsvollstreckung
Die Rechtsgrundlage für eine Durchsuchung der „Wohnung und d[er] Behältnisse des Schuldners“ ist nach dem Zwangsvollstreckungsrecht § 758 ZPO.
Für eine Wohnungsdurchsuchung im Rahmen der Zwangsvollstreckung ist nach § 758a ZPO eine besondere richterliche Anordnung erforderlich, sofern nicht „die Einholung der Anordnung den Erfolg der Durchsuchung gefährden würde“. Denn nach § 13 Abs. 2 GG zulässig ist die Durchsuchung einer Wohnung ohne richterliche Erlaubnis nur dann, wenn Gefahr im Verzug ist. Dies ist auch bei einer Durchsuchung im Rahmen einer Zwangsvollstreckung nur dann der Fall, „wenn die vorherige Einholung der richterlichen Anordnung den Erfolg der Durchsuchung gefährden würde.“

## Rechtsbehelfe
Die strafprozessuale Durchsuchungsanordnung des Richters – und für die Staatsanwaltschaft auch die Nichtanordnung – kann mit der Beschwerde nach § 304 StPO angefochten werden. „Die Beschwerde gegen eine richterliche Durchsuchungsanordnung darf [...] nicht allein deswegen, weil sie vollzogen ist und die Maßnahme sich deshalb erledigt hat, unter dem Gesichtspunkt prozessualer Überholung als unzulässig verworfen werden.“ Gegen Durchsuchungsanordnungen der Staatsanwaltschaft und ihrer Ermittlungspersonen ist eine richterliche Entscheidung analog § 98 Abs. 2 Satz 2 StPO möglich; diese wird nach Abschluss der Maßnahme auf die Feststellung ihrer Rechtswidrigkeit gerichtet.
Bei der (Wohnungs-)Durchsuchung im Rahmen der Zwangsvollstreckung nach Zivilprozessrecht ist gegen das (ggf. selbständige) Vorgehen des Gerichtsvollziehers bzw. gegen die Art und Weise seiner Zwangsvollstreckung die Erinnerung nach § 766 ZPO statthaft. Gegen die richterliche Anordnung der Wohnungsdurchsuchung ist nach herrschender Meinung  mit der sofortigen Beschwerde nach § 793 ZPO vorzugehen, nach anderer Ansicht (jedenfalls bei nicht erfolgter vorheriger Anhörung des Schuldners) ebenfalls mit Erinnerung.
Welcher Rechtsweg und damit welche Rechtsbehelfe gegeben sind, kann insbesondere schwer zu bestimmen sein bei doppelfunktionalen Maßnahmen, also solchen Durchsuchungen, die sowohl der Abwehr von Gefahren als auch der Verfolgung bereits begangener Taten dienen könnten bzw. bei denen die Voraussetzungen beider gegeben sind.